# 阿让唐站
阿让唐站是法国的一个铁路车站，位于法国城市阿让唐。

## 位置
阿让唐站位于阿让唐的西南部，车站呈南北走向，正门开口朝东，西侧为编组站和货场。车站正前方为皮埃尔·瑟马尔广场（Place Pierre Semard），广场两侧均有停车场。出站后穿过广场直行，沿诺曼底森林大道（Avenue de la Forêt-Normande）向东跨过奥恩河（L'Orne）后即进入阿让唐市中心。

## 车站历史
阿让唐站最初建于1856年，于1866年修建了站房。二战时车站曾被部分损毁，后重建。2008年，阿让唐站进行了大规模的翻新。
阿让唐站是一个区域性的铁路枢纽，有四个不同方向的铁路在此交汇，分别前往巴黎、格朗维勒、卡昂和勒芒方向。但由于这几条铁路均尚未电气化，运能有限，加之沿途地区人口密度有限，因此阿让唐站的人流量并不大。

## 停靠线路
以下列车线路在阿让唐站停靠：
| 阿让唐站列车线路表 |              |               |                                    |              |
| 线路               | 车种         | 上一站        | 下一站                             | 大致运行频率 |
| 巴黎—格朗维勒      | INTERCITÉS   | 苏尔东        | 布里武兹/弗莱尔                    | 每天6趟左右  |
| 图尔—卡昂          | INTERCITÉS   | 阿朗松/苏尔东 | 梅济东                             | 每天2趟左右  |
| 图尔/勒芒—卡昂     | 法国大区列车 | 塞/苏尔东     | 迪武河畔圣皮耶尔                   | 每天6趟左右  |
| 阿朗松—阿让唐/卡昂 | 法国大区列车 | 塞/苏尔东     | （终点）/科里博弗/迪武河畔圣皮耶尔 | 每天3趟左右  |
| 德勒—阿让唐        | 法国大区列车 | 苏尔东        | （终点）                           | 每天1~2趟    |
| 阿让唐—格朗维勒    | 法国大区列车 | （起点）      | 埃库谢                             | 每天1趟      |
| 1.                 |              |               |                                    |              |

## 配套交通

### 城际客运
| 停靠阿让唐站的大巴车 |                         |                                                                        |
| 上下车地点           | 运营单位                | 主要目的地                                                             |
| 阿让唐站门口         | 奥恩省城际客运 Cap'Orne | 巴纽约勒、加塞、法莱斯、维穆蒂耶                                       |
| 阿让唐站门口         | SNCF                    | （当某条铁路线施工或罢工时，SNCF可能会提供途径该线路沿途站点的大巴车） |
| 阿让唐站门口         | 1. 2. 3.                |                                                                        |

### 市内交通
| 阿让唐站附近的公交线路 |              |          |
| 公交车站名称           | 位置         | 停靠线路 |
| Gare SNCF              | 阿让唐站门口 | 1路、3路 |
| 1.                     |              |          |

## 临近车站
| 阿让唐站（Gare d'Argentan）                            |                    |             |
| 上行车站                                               | 线路               | 下行车站    |
| 诺南勒潘站←苏尔东站⇐                                   | 巴黎－格朗维勒铁路 | →埃库谢站   |
| 塞站←苏尔东站⇐                                         | 卡昂－图尔铁路     | →科里博弗站 |
| - 注："⇐"或"⇒"为共线路段；本表仅显示运营中的线路及车站 |                    |             |